# Adriano Leite Ribeiro
Adriano Leite Ribeiro (n. Río de Janeiro, Brasil; 17 de febrero de 1982), conocido como Adriano y apodado El Emperador, es un exfutbolista brasileño que jugaba como delantero. Jugó la mayor parte de su carrera en el Inter de Milán, donde permaneció durante 5 temporadas, desde 2001 hasta 2009. Su último club fue el Miami United F. C.
Durante su estancia en el Inter de Milán fue considerado uno de los delanteros brasileños más mortíferos de la década del 2000 y uno de los mejores jugadores del mundo, gracias a su técnica en velocidad, y a su potente y efectivo remate de zurda. Así mismo, sus actuaciones en la selección de Brasil le llevaron a ser considerado el sucesor natural de Ronaldo. Sin embargo, debido a problemas personales y al fallecimiento de su padre, entre 2006 y 2007 su rendimiento decayó dramáticamente a causa de una depresión, lo que significó el prematuro final de su estadía en el fútbol italiano, al que volvería por solo una temporada, en 2010, tras fichar por la A. S. Roma.
Después de un breve retorno al fútbol de Brasil entre 2011 y 2015, en enero de 2016 llegó al Miami United F. C. estadounidense, finalizando su carrera futbolística en mayo del mismo año.

## Biografía

### Conflictos y problemas
Según han informado los medios italianos (19/03/2007), protagonizó un enfrentamiento con el jugador de baloncesto Rolando Howell, pívot estadounidense del Varese, de la Serie A italiana. Según algunos testigos, los dos deportistas habrían entrado en contacto por motivos no definidos y el brasileño habría respondido ante algo que le habría dicho el estadounidense.
Al parecer, el futbolista Ronaldo estaba presente en la discoteca y fue testigo de la pelea, que habría proseguido también fuera del local. Él y Howell tuvieron que ser separados para evitar males mayores, aunque el brasileño habría sufrido alguna marca en la cara. "Ha sido un equívoco", aseguró Howell a medios italianos, sobre lo acontecido.
El 27 de junio de 2007 en Río de Janeiro, dos policías brasileños están siendo investigados por tratar de extorsionar al futbolista del Inter de Milán Adriano Leite Ribeiro, a quien amenazaron con denunciarle por "tráfico de drogas", informaron fuentes policiales.
El 31 de diciembre de 2007, el jugador brasileño perdió el control del vehículo que dirigía, chocó contra un andén y terminó estrellándose contra otro automóvil, según fuentes policiales citadas por el canal Globo de televisión.
En 2010, no participó en el Mundial de Sudáfrica por mal comportamiento. Ese mismo año decidió volver a Italia a jugar en la Roma. Antes de viajar, fue fotografiado junto a un amigo de la favela con fusiles. El jugador fue a la policía antes de viajar a testificar. Dijo que solo fueron bromas entre amigos, desde allí empezó a reinar la desconfianza hacia el jugador. Pasado una semana de este hecho,  compró una moto en nombre de la madre de un traficante. Fue citado nuevamente al juzgado, pero negó su participación.
El 26 de diciembre de 2011, el ariete vuelve a tener otro inconveniente. Salió de una fiesta junto a una chica de 20 años, a quien llevó a su auto. Según la chica,  le disparó accidentalmente. Al día siguiente, el futbolista fue citado al juzgado. "Siempre tienen que hablar mal de mí. Todo lo malo es por mi, yo tengo mi conciencia tranquila. Me quité mi camisa, le presté ayuda, solo cogí el arma después de que se disparara ella misma y se la di a la policía", declaró el jugador.
El goleador anunció en una conferencia de prensa en Brasil que abandona temporalmente el fútbol. Confesó que era infeliz en Italia y quería revisar su carrera.

## Trayectoria

### Inicios
Adriano empezó su carrera en 1999 en el escuadrón juvenil del Flamengo y ganó un ascenso al primer equipo un año después. Hizo su debut en el equipo el 2 de febrero de 2000, un partido Torneio Río-São Paulo contra el Botafogo. Marcó un gol contra el São Paulo en la misma competencia 4 días después. En 2001 emigró al Inter de Milán de la Serie A y en 2002, tras un breve paso por la Fiorentina, fichó por el Parma AC.

### Inter de Milán
En la temporada 2003-04 regresó al Inter de Milán, donde ganó 2 Copa Italia, dos Scudettos, y tres Supercopas. En esa temporada se destacó con los neroazurri, donde fue uno de sus más representativos jugadores. 
La muerte de su padre Almir, el 4 de agosto de 2004, lo llevó a una severa depresión. Pese a aquello, la temporada 2004-05 fue en donde el jugador anotó más goles en su carrera (28 en total), incluso su nivel hasta 2006 estaba siendo notable tanto con el Inter de Milán como con la selección brasileña. 
Sin embargo, su depresión a partir de 2006 lo llevó al alcoholismo e incluso lo han declarado con problemas de drogas. 
Sus numerosas desavenencias con los últimos entrenadores del Inter de Milán lo dejaron fuera del plantel que jugó la Liga de Campeones de la UEFA 2007-08. A pesar de las innumerables oportunidades que su club le dio para recuperar su nivel, Adriano jamás volvió a ser el gran jugador de antaño. En noviembre de 2007 fue cedido al São Paulo de Brasil. El propio jugador llegó a confesar que incluso llegaba completamente ebrio a los entrenamientos y que tenía que quedarse durmiendo en la enfermería.
A su regreso a las filas del Inter y, pese a realizar un par de buenas actuaciones en la Liga de Campeones, un episodio con el técnico José Mourinho lo llevó a tomar la decisión de abandonar el club italiano debido a que, según él, ya no se sentía feliz jugando en ese país. Esto a causa de una depresión por la separación de su novia. Incluso llegó a anunciar su retiro temporal el 10 de abril de 2009.

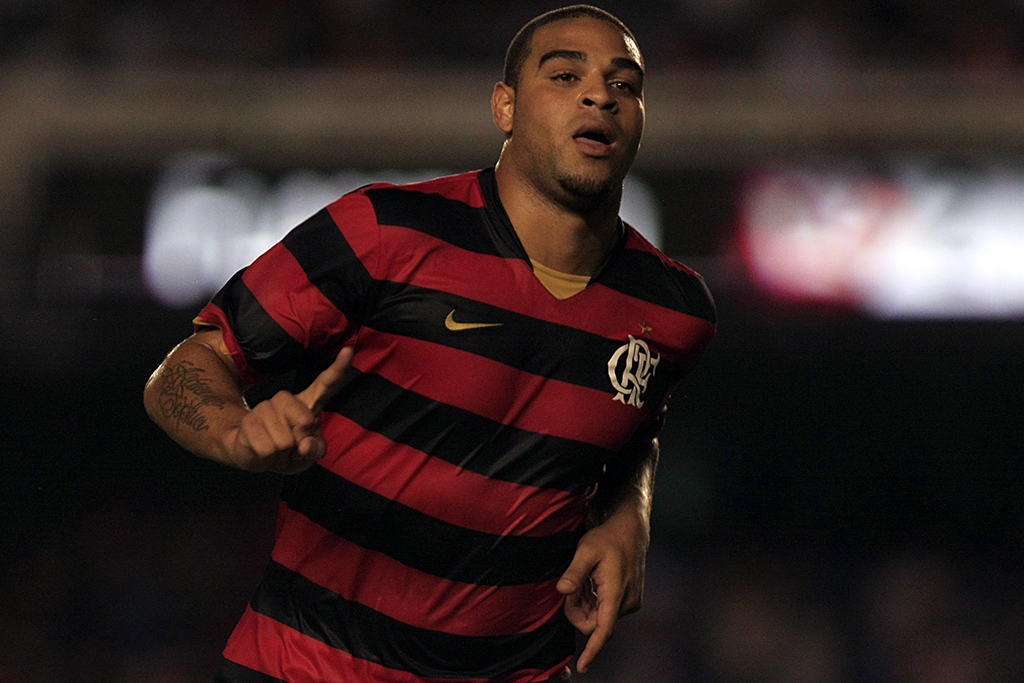
Adriano jugando para el Flamengo (2009).

### Regreso al Flamengo
Tiempo más tarde, el 6 de mayo, es fichado por el club Flamengo de Brasil, al que retorna luego de nueve temporadas tras su partida del Inter de Milán. En su reestreno con el equipo carioca, registrado el 31 de mayo, anota un gol que sirvió para vencer por 2-1 al Atlético Paranaense, en la cuarta fecha del Campeonato Brasileño de 2009. Allí formó con su amigo Vagner Love una dupla ofensiva conocida como el "Imperio del Amor".

### Associazione Sportiva Roma
El 27 de mayo de 2010, su representante, Gilmar Rinaldi, anuncia la partida de su jugador a la Associazione Sportiva Roma, de la capital italiana. Tras una temporada algo gris en el equipo romano, en la que jugó cinco partidos y no realizó ningún gol, y el 8 de marzo del 2011 Adriano rescinde su contrato (firmado hasta 2013) y pone rumbo otra vez hacia su patria, esta vez para fichar por el Corinthians.

### Vuelta a Brasil
El 25 de marzo del 2011,  acepta una cláusula disciplinaria y llega a un acuerdo con el Corinthians para firmar un acuerdo hasta enero de 2012. En el Corinthians, Adriano, para variar, pasa con más penas que gloria, ya que se vio obligado a rescindir su contrato el 12 de marzo del 2012, esta vez por conducta irregular y problemas con las drogas.
El 24 de marzo intenta hacer un contrato con Flamengo pero el club no llegó a un acuerdo con el jugador por lo tanto estuvo entrenando en el Flamengo sin ficha. Flamengo no quiso arriesgarse con Adriano durante la temporada. En tiempo récord, rechazaron la posibilidad de ficharlo.
Un año de inactividad más tarde, apareció otro valiente que se puso como reto recuperar al jugador. Dunga, entrenador de ese entonces del Internacional de Porto Alegre, apostó por el delantero brasileño ante la sorpresa y descontento de muchos, especialmente de la hinchada.En su momento llegó a declarar; “Todo el mundo merece una segunda oportunidad”, dijo el entrenador de la Selección Brasileña en público, ante la negativa obvia de la directiva. “Él ha tenido muchas oportunidades en la vida, dentro y fuera del país, y las ha desaprovechado. Tal vez nuestro entrenador quiera públicamente hacer frente al desafío de domar a un ‘toro furioso’. Creo que Adriano es un mal ejemplo para la juventud. Es todo aquello que no queremos porque es una persona que tiene una conducta desviada”, señaló Roberto Siegmann, exvicepresidente del Internacional.
Aun así, el presidente del equipo, Giovanni Luigi, le dio luz verde a Dunga para fichar al Emperador, siempre y cuando pasara sin problemas los exámenes médicos. Con el visto bueno de Luigi, todo mundo dio por hecho que Adriano sería el nuevo jugador del Internacional. Parecía que la posibilidad de ver a Adriano, jugando y entrenando con intención y ganas, estaba a la vuelta de la esquina. Pero faltaba el requisito que todos habían menospreciado: las pruebas físicas.
Un grupo de médicos viajó a Río de Janeiro para evaluar al jugador y dar el diagnóstico final para la firma del contrato. Producto de esa visita el Internacional, sorpresivamente, le cerró la puerta a Adriano, argumentando,“No podemos esperar todo el tiempo que requiere él, para volver a jugar fútbol en un alto nivel en el Inter”, explicó Luís César Souto de Moura, director deportivo del equipo, en una entrevista a Rádio Bandeirantes.

### Club Athletico Paranaense
Tras dos años sin jugar, Adriano ficha por el Athletico Paranaense, el jugador venía entrenándose con el equipo de la ciudad de Curitiba mientras los dirigentes analizaban la posibilidad de contratarle como refuerzo para la Copa Libertadores del año 2014. El exgoleador del Inter italiano finalmente convenció a los dirigentes y al técnico español Miguel Portugal de sus buenas intenciones, por dicha razón el Athletico Paranaense anunció la contratación el martes 11 de febrero de 2014, a través de su página en Twitter; en la que publicó una fotografía del momento en que Adriano firmaba el respectivo contrato.
El Athletico Paranaense, fichó a Adriano con el propósito de que disputara la fase de grupos de la Copa Libertadores 2014; razón por la cual dio a conocer las condiciones establecidas en el contrato, que entre otras cosas, incluía que Adriano se entrenara en Curitiba lejos de su natal Río de Janeiro, del asedio de la prensa y de la agitada vida nocturna de otras ciudades. El propósito de dicha cláusula, era que el jugador pudiese regresar a su mejor nivel. Adriano aceptó las condiciones y comenzó a entrenarse con el Paranaense en diciembre de 2013, pero desapareció nueve días en enero de 2014, una fuga que los dirigentes del club de Curitiba al parecer le perdonaron.
Otros clubes brasileños, como Botafogo e Internacional, llegaron a pensar en la posibilidad de ficharlo para ese año, pero desistieron por los problemas físicos que arrastraba el delantero y por el tiempo que necesitaría para dejarlo en forma.
Athletico Paranaense, terminó siendo eliminado de la Copa Libertadores edición 2014 en fase de grupos, con un total de 6 partidos jugados (3 victorias y 3 derrotas) y 9 puntos conseguidos (1 punto menos que The Strongest). Adriano jugó 5 partidos como suplente (no jugó los partidos con Vélez y Universitario) y el último partido de la fase de grupos, en donde anotó un gol; en la derrota 2-1 frente a The Strongest. La nueva aventura del controvertido "Emperador", en el Atlético Paranaense, llega a su fin solo dos meses después de su fichaje. La rescisión del contrato se precipitó, según la prensa brasileña, por las salidas nocturnas del jugador y su ausencia en los entrenamientos del equipo.

### Miami United Football Club
El 28 de enero de 2016, ficha y compra el 40% de las acciones un club de la National Premier Soccer League (NPSL), cuarta división de los Estados Unidos: el Miami United F.C.. En dicho club, sólo jugó 1 partido oficial y 2 amistosos. Marca su único gol en el triunfo por 4 a 2 de Miami United FC, en un partido amistoso contra Boca Raton FC, del Estado de Florida. En mayo del mismo año regresa a Brasil. Aun siendo accionista del mismo club, deja una vez más el fútbol a sus 34 años.

## Selección nacional
Por la selección brasileña ganó el Mundial Sub-17 de 1999, la Copa América 2004, donde fue goleador y máxima figura (se recuerda el gol que le convirtió a Argentina en el último minuto de la final, que llevó el partido al empate 2-2 y por ende a la definición por penales), y la Copa Confederaciones 2005, donde volvió a ser goleador y máxima figura.
Participó en la Copa Mundial de Fútbol de 2006 disputada en Alemania, en la que marcó dos goles.

### Participaciones en Copa América
| Copa América      | Sede | Resultado | Partidos | Goles |
| ----------------- | ---- | --------- | -------- | ----- |
| Copa América 2004 | Perú | Campeón   | 6        | 7     |

### Participaciones en Copas FIFA Confederaciones
| Copa                      | Sede     | Resultado    | Partidos | Goles |
| ------------------------- | -------- | ------------ | -------- | ----- |
| Copa Confederaciones 2003 | Francia  | Primera Fase | 3        | 2     |
| Copa Confederaciones 2005 | Alemania | Campeón      | 5        | 5     |

### Participaciones en Copas del Mundo
| Mundial                        | Sede     | Resultado        | Partidos | Goles |
| ------------------------------ | -------- | ---------------- | -------- | ----- |
| Copa Mundial de Fútbol de 2006 | Alemania | Cuartos de final | 4        | 2     |

#### Selección nacional
| Selección | Año   | Amistosos | Amistosos | Copa América | Copa América | Copa Mundial | Copa Mundial | Copa Confederaciones | Copa Confederaciones | Eliminatorias | Eliminatorias | Total | Total |
| Selección | Año   | Part.     | Goles     | Part.        | Goles        | Part.        | Goles        | Part.                | Goles                | Part.         | Goles         | Part. | Goles |
| --------- | ----- | --------- | --------- | ------------ | ------------ | ------------ | ------------ | -------------------- | -------------------- | ------------- | ------------- | ----- | ----- |
| Brasil    |       |           |           |              |              |              |              |                      |                      |               |               |       |       |
| 2000      | 0     | 0         | -         | -            | -            | -            | -            | -                    | 1                    | 0             | 1             | 0     |       |
| 2001      | 0     | 0         | -         | -            | -            | -            | -            | -                    | -                    | -             | 0             | 0     |       |
| 2002      | 0     | 0         | -         | -            | -            | -            | -            | -                    | -                    | -             | 0             | 0     |       |
| 2003      | 3     | 1         | -         | -            | -            | -            | 3            | 2                    | -                    | -             | 6             | 3     |       |
| 2004      | 1     | 0         | 6         | 7            | -            | -            | -            | -                    | 4                    | 2             | 11            | 9     |       |
| 2005      | 2     | 1         | -         | -            | -            | -            | 5            | 5                    | 5                    | 4             | 12            | 10    |       |
| 2006      | 2     | 1         | -         | -            | 4            | 2            | -            | -                    | -                    | -             | 6             | 3     |       |
| 2007      | 1     | 0         | -         | -            | -            | -            | -            | -                    | -                    | -             | 1             | 0     |       |
| 2008      | 3     | 1         | -         | -            | -            | -            | -            | -                    | 3                    | 1             | 6             | 2     |       |
| 2009      | 1     | 0         | -         | -            | -            | -            | -            | -                    | 3                    | 0             | 4             | 0     |       |
| 2010      | 1     | 0         | -         | -            | -            | -            | -            | -                    | -                    | -             | 1             | 0     |       |
| Total     | Total | 14        | 4         | 6            | 7            | 4            | 2            | 8                    | 7                    | 16            | 7             | 48    | 27    |

## Estadísticas
| Club                              | Temporada           | Liga  | Liga  | Copas Regionales(1) | Copas Regionales(1) | Copas Nacionales(2) | Copas Nacionales(2) | Copas Internacionales(3) | Copas Internacionales(3) | Total | Total | Media · goleadora · (3) |
| Club                              | Temporada           | Part. | Goles | Part.               | Goles               | Part.               | Goles               | Part.                    | Goles                    | Part. | Goles | Media · goleadora · (3) |
| --------------------------------- | ------------------- | ----- | ----- | ------------------- | ------------------- | ------------------- | ------------------- | ------------------------ | ------------------------ | ----- | ----- | ----------------------- |
| C. R. Flamengo · Brasil           | 2000                | 19    | 7     | 5                   | 2                   | -                   | -                   | 8                        | 1                        | 32    | 10    | 0,31                    |
| C. R. Flamengo · Brasil           | 2001                | 0     | 0     | 8                   | 1                   | 4                   | 1                   | 2                        | 0                        | 14    | 2     | 0,14                    |
| C. R. Flamengo · Brasil           | Total               | 19    | 7     | 13                  | 3                   | 4                   | 1                   | 10                       | 1                        | 46    | 12    | 0,26                    |
| Inter de Milán · Italia           | 2001/02             | 8     | 1     | -                   | -                   | 1                   | 0                   | 5                        | 0                        | 14    | 1     | 0,07                    |
| Inter de Milán · Italia           | Total               | 8     | 1     | -                   | -                   | 1                   | 0                   | 5                        | 0                        | 14    | 1     | 0,07                    |
| A. C. F. Fiorentina · Italia      | 2001/02             | 15    | 5     | -                   | -                   | -                   | -                   | -                        | -                        | 15    | 5     | 0,33                    |
| A. C. F. Fiorentina · Italia      | Total               | 15    | 5     | -                   | -                   | -                   | -                   | -                        | -                        | 15    | 5     | 0,40                    |
| Parma A. C. · Italia              | 2002/03             | 28    | 15    | -                   | -                   | 1                   | 0                   | 2                        | 2                        | 31    | 17    | 0,54                    |
| Parma A. C. · Italia              | 2003/04             | 9     | 8     | -                   | -                   | 2                   | 0                   | 2                        | 2                        | 13    | 10    | 0,69                    |
| Parma A. C. · Italia              | Total               | 37    | 23    | -                   | -                   | 3                   | 0                   | 4                        | 3                        | 44    | 26    | 0,59                    |
| Inter de Milán · Italia           | 2003/04             | 16    | 9     | -                   | -                   | 2                   | 3                   | -                        | -                        | 18    | 12    | 0,66                    |
| Inter de Milán · Italia           | 2004/05             | 30    | 16    | -                   | -                   | 3                   | 2                   | 9                        | 10                       | 42    | 28    | 0,66                    |
| Inter de Milán · Italia           | 2005/06             | 30    | 12    | -                   | -                   | 6                   | 0                   | 10                       | 6                        | 46    | 18    | 0,39                    |
| Inter de Milán · Italia           | 2006/07             | 23    | 5     | -                   | -                   | 4                   | 2                   | 3                        | 0                        | 30    | 7     | 0,20                    |
| Inter de Milán · Italia           | 2007/08             | 4     | 1     | -                   | -                   | -                   | -                   | -                        | -                        | 4     | 1     | 0,25                    |
| Inter de Milán · Italia           | Total               | 103   | 43    | -                   | -                   | 15                  | 6                   | 22                       | 16                       | 140   | 65    | 0,46                    |
| São Paulo F. C. · Brasil          | 2008                | 0     | 0     | 19                  | 11                  | -                   | -                   | 10                       | 6                        | 29    | 17    | 0,58                    |
| São Paulo F. C. · Brasil          | Total               | 0     | 0     | 19                  | 11                  | -                   | -                   | 10                       | 6                        | 29    | 17    | 0,58                    |
| Inter de Milán · Italia           | 2008/09             | 12    | 3     | -                   | -                   | -                   | -                   | 7                        | 2                        | 19    | 5     | 0,26                    |
| Inter de Milán · Italia           | Total               | 12    | 3     | -                   | -                   | -                   | -                   | 7                        | 2                        | 19    | 5     | 0,26                    |
| C. R. Flamengo · Brasil           | 2009                | 30    | 19    | -                   | -                   | -                   | -                   | -                        | -                        | 30    | 19    | 0,63                    |
| C. R. Flamengo · Brasil           | 2010                | 1     | 0     | 10                  | 11                  | -                   | -                   | 7                        | 4                        | 18    | 15    | 0,83                    |
| C. R. Flamengo · Brasil           | Total               | 31    | 19    | 10                  | 11                  | -                   | -                   | 7                        | 4                        | 48    | 34    | 0,70                    |
| A. S. Roma · Italia               | 2010/11             | 5     | 0     | -                   | -                   | 2                   | 0                   | 1                        | 0                        | 8     | 0     | 0,00                    |
| A. S. Roma · Italia               | Total               | 5     | 0     | -                   | -                   | 2                   | 0                   | 1                        | 0                        | 8     | 0     | 0,00                    |
| S. C. Corinthians · Brasil        | 2011                | 4     | 1     | -                   | -                   | 0                   | 0                   | -                        | -                        | 4     | 1     | 0,25                    |
| S. C. Corinthians · Brasil        | 2012                | 4     | 1     | 3                   | 1                   | -                   | -                   | 0                        | 0                        | 7     | 2     | 0,28                    |
| S. C. Corinthians · Brasil        | Total               | 8     | 2     | 3                   | 1                   | 0                   | 0                   | 0                        | 0                        | 11    | 3     | 0,27                    |
| Athletico Paranaense · Brasil     | 2014                | 0     | 0     | 1                   | 0                   | -                   | -                   | 3                        | 1                        | 4     | 1     | 0,25                    |
| Athletico Paranaense · Brasil     | Total               | 0     | 0     | 1                   | 0                   | -                   | -                   | 3                        | 1                        | 4     | 1     | 0,25                    |
| Miami United F. C. Estados Unidos | 2016                | 1     | 0     | -                   | -                   | -                   | -                   | -                        | -                        | 1     | 0     | 0,00                    |
| Miami United F. C. Estados Unidos | Total               | 1     | 0     | -                   | -                   | -                   | -                   | -                        | -                        | 1     | 0     | 0,00                    |
| Total en su carrera               | Total en su carrera | 239   | 104   | 46                  | 26                  | 25                  | 7                   | 69                       | 33                       | 379   | 170   | 0,44                    |

## Palmarés

### Campeonatos regionales
| Título             | Club           | País           | Año  |
| ------------------ | -------------- | -------------- | ---- |
| Taça Río           | C. R. Flamengo | Río de Janeiro | 2000 |
| Campeonato Carioca | C. R. Flamengo | Río de Janeiro | 2000 |
| Taça Guanabara     | C. R. Flamengo | Río de Janeiro | 2001 |
| Campeonato Carioca | C. R. Flamengo | Río de Janeiro | 2001 |

### Campeonatos nacionales
| Título               | Club              | País   | Año     |
| -------------------- | ----------------- | ------ | ------- |
| Copa de Campeones    | C. R. Flamengo    | Brasil | 2001    |
| Copa Italia          | Inter de Milán    | Italia | 2004-05 |
| Supercopa de Italia  | Inter de Milán    | Italia | 2005    |
| Copa Italia          | Inter de Milán    | Italia | 2005-06 |
| Serie A              | Inter de Milán    | Italia | 2005-06 |
| Supercopa de Italia  | Inter de Milán    | Italia | 2006    |
| Serie A              | Inter de Milán    | Italia | 2006-07 |
| Serie A              | Inter de Milán    | Italia | 2007-08 |
| Serie A              | Inter de Milán    | Italia | 2008-09 |
| Campeonato Brasileño | C. R. Flamengo    | Brasil | 2009    |
| Campeonato Brasileño | S. C. Corinthians | Brasil | 2011    |

### Campeonatos internacionales
| Título                        | Equipo              | País          | Año  |
| ----------------------------- | ------------------- | ------------- | ---- |
| Copa Mundial de Fútbol Sub-17 | Selección de Brasil | Nueva Zelanda | 1999 |
| Sudamericano Sub-20           | Selección de Brasil | Ecuador       | 2001 |
| Copa América                  | Selección de Brasil | Perú          | 2004 |
| Copa Confederaciones          | Selección de Brasil | Alemania      | 2005 |

### Distinciones individuales
| Distinción                                           | Año  |
| ---------------------------------------------------- | ---- |
| Máximo goleador del Sudamericano Sub-20 (6 goles)    | 2001 |
| Máximo goleador de la Copa América (7 goles)         | 2004 |
| Mejor Jugador de la Copa América                     | 2004 |
| Máximo goleador de la Copa Confederaciones (5 goles) | 2005 |
| Mejor Jugador de la Copa Confederaciones             | 2005 |
| Máximo goleador del Campeonato Brasileño (19 goles)  | 2009 |